# Erina tualensis
Erina tualensis är en fjärilsart som beskrevs av Johannes Karl Max Röber 1886. Erina tualensis ingår i släktet Erina och familjen juvelvingar. Inga underarter finns listade i Catalogue of Life.